# Kallaroo
Kallaroo är en del av en befolkad plats i Australien. Den ligger i kommunen Joondalup och delstaten Western Australia, omkring 20 kilometer nordväst om delstatshuvudstaden Perth. Antalet invånare är 5 119.
Runt Kallaroo är det mycket tätbefolkat, med 1 463 invånare per kvadratkilometer.. Närmaste större samhälle är Scarborough, omkring 12 kilometer söder om Kallaroo. 
Runt Kallaroo är det i huvudsak tätbebyggt. Genomsnittlig årsnederbörd är 820 millimeter. Den regnigaste månaden är juli, med i genomsnitt 142 mm nederbörd, och den torraste är januari, med 11 mm nederbörd.